# Parti populaire chrétien (Pérou)
Pour les articles homonymes, voir Parti populaire chrétien.
Le Parti populaire chrétien (Partido Popular Cristiano, PPC) est un parti politique péruvien fondé par des membres dissidents du parti politique Démocratie-Chrétienne conduits par Luis Bedoya Reyes.
Il est situé à droite de l’échiquier politique péruvien. C’est le troisième plus ancien parti du Pérou encore en activité, derrière le Partido Aprista Peruano et Acción Popular. En 2000, il a renouvelé son inscription au sein de l’alliance Unidad Nacional.

## Historique

### Fondation
Le parti fut fondé le 18 décembre 1966 pour cause de différents idéologiques par un groupe de membres du parti Démocratie Chrétienne. Ce dernier était en effet favorable à la rupture de la constitutionnalité pour accélérer les réformes sociales nécessaires pour le pays alors dirigé par Fernando Belaúnde Terry. Quant à eux, les fondateurs du PPC menés par Luis Bedoya Reyes croyaient encore au respect de la constitutionnalité.

### Dictature et retour à la démocratie
En 1968, le général Juan Velasco Alvarado provoque un coup d’État et destitue le Président Fernando Belaúnde Terry.
En 1978 le gouvernement Francisco Morales Bermúdez convoque des élections pour élire une assemblée constituante. Le PPC est deuxième derrière le Parti Apriste Péruvien. Par la suite, Bedoya Reyes participa aux élections générales de 1980 et à  celles de 1985 sans grand succès, terminant à chaque fois à la troisième place. En 1980, s’allia au Congrès avec Acción Popular, le parti du président Belaúnde.

### Élections générales de 1990
En 1990 le PPC forme avec Acción Popular et le Movimiento Libertad le Frente Democrático (FREDEMO). Cette coalition soutient la candidature de Mario Vargas Llosa, qui échoue au second tour. Pendant le gouvernement d’Alberto Fujimori, le PPC participe aux élections de 1993 pour le Congrès Constituant Démocratique puis en 1995 aux élections générales mais en présentant des listes pour le Congrès, mais il soutient la candidature de Javier Pérez de Cuéllar.

### Années 2000-2020
En 2001, le PPC participe aux élections générales au sein de la coalition Unidad Nacional dont il constitue la principale force. Sa dirigeante Lourdes Flores Nano arrive en troisième position.
En 2006, Lourdes Flores Nano est de nouveau candidate à la présidence de la République aux élections générales toujours pour la même coalition.

## Principaux dirigeants
- Luis Bedoya Reyes
- Lourdes Flores Nano
- Antero Flores Aráoz
- Javier Bedoya de Vivanco, fils du fondateur